# Lophostoma silvicolum
Lophostoma silvicolum (d'Orbigny, 1836) è un pipistrello della famiglia dei Fillostomidi diffuso in America centrale e meridionale.

## Descrizione

### Dimensioni
Pipistrello di medie dimensioni, con la lunghezza della testa e del corpo tra 46 e 89 mm, la lunghezza dell'avambraccio tra 50 e 56 mm, la lunghezza della coda tra 10 e 22 mm, la lunghezza del piede tra 15 e 19 mm, la lunghezza delle orecchie tra 30 e 39 mm e un peso fino a 39 g.

### Aspetto
La pelliccia è lunga e soffice. Le parti dorsali sono grigie o bruno-grigiastre cosparse di peli con la punta bianca, mentre le parti ventrali sono bruno-grigiastre chiare, mentre la gola è interamente bianca. Il muso è privo di peli, la foglia nasale è lanceolata, con la porzione anteriore completamente fusa al labbro superiore. Sul mento è presente un solco mediano contornato da file di piccole verruche. Le orecchie sono grandi, arrotondate, unite anteriormente alla base da una membrana e con delle macchie chiare o biancastre alla base posteriore. Il trago è ben sviluppato, affusolato e con tre piccole proiezioni alla base del margine posteriore. Le membrane alari sono corte, larghe e attaccate posteriormente alla base delle dita dei piedi. La coda è corta ed inclusa completamente nell'ampio uropatagio. Il calcar è più lungo del piede. Il cariotipo è 2n=34 FNa=60.

### Ecolocazione
Emette ultrasuoni sotto forma di impulsi a bassa intensità, breve durata ed alta frequenza.

## Biologia

### Comportamento
Si rifugia nei termitai all'interno di alberi cavi in gruppi di 6-10 individui, spesso in associazione con Phyllostomus hastatus. I maschi provvedono talvolta a fornire rifugi per le loro femmine e i piccoli in termitai popolati. L'attività predatoria inizia solitamente 1-2 ore dopo il tramonto. È meno attivo durante le fasi di luna piena-

### Alimentazione
Si nutre di insetti come Tettigoniidi, scarafaggi, cicale e scorpioni catturati sopra la vegetazione. Durante la stagione secca si ciba anche di frutta e polline.

### Riproduzione
Si riproduce due volte l'anno, in gennaio e luglio.

## Distribuzione e habitat
Questa specie è diffusa dall'Honduras fino alla Bolivia e il Paraguay.
Vive nelle foreste fino a 600 metri di altitudine.

## Tassonomia
Sono state riconosciute 4 sottospecie:
- L.s.silvicolum: Panama meridionale, Colombia, Venezuela, Brasile occidentale e nord-orientale, Ecuador nord-occidentale ed orientale, Perù orientale, Bolivia settentrionale e centrale, Paraguay;
- L.s.centralis (Davis & Carter, 1978): Honduras meridionale, Nicaragua, Costa Rica, Panama settentrionale;
- L.s.laephotis (Thomas, 1910): Guyana, Suriname, Guyana francese, Brasile nord-orientale;
- L.s.occidentalis (Davis & Carter, 1978): Perù nord-occidentale, Ecuador sud-occidentale.

## Conservazione
La IUCN Red List, considerato il vasto areale e la presenza in diverse aree protette, classifica L.silvicolum come specie a rischio minimo (Least Concern)).